# Tukkhum
Un tukkhum és la unió amb finalitats econòmiques, polítiques o militars de diferents teips de Txetxènia. Normalment aquestes agrupacions serveixen per a la presa de decisions conjunta o la defensa d'atacs enemics, i el comerç. La unió dels diferents tukkhum forma el Kiam, la nació txetxena. Durant els segles XVI i XVII es van formar els tukkhum tradicionals.
Vegeu també: teip